# Tunel pod lotniskiem w Sarajewie
Tunel pod lotniskiem w Sarajewie – tunel zbudowany pod międzynarodowym portem lotniczym w Sarajewie podczas oblężenia miasta łączący odciętą od świata stolicę Bośni i Hercegowiny z terenami nieopanowanymi przez Serbów. Połączył dzielnicę Dobrinja z Butmirem. Miał około 800 m długości, od 1,5 do 1,8 m wysokości i metr szerokości. Szacuje się, że w czasie jego użytkowania przeszło nim milion osób.
Podczas oblężenia Sarajewa jego mieszkańcy zostali odcięci od świata. 18 stycznia 1993 w dzielnicy Dobrinja na terenie miasta rozpoczęto prace związane z budową tunelu, które utrudniały zła pogoda, brak sprzętu i pracowników, serbski ostrzał oraz zagrożenie pożarem. Dzięki wsparciu rządu do wolontariuszy dołączyły wojska bośniackie. Pracowano całą dobę na trzy zmiany. 28 kwietnia rozpoczęto pracę na południowym wlocie tunelu w dzielnicy Butmir. Bardzo dużym problemem w czasie budowy okazały się wody podziemne. Podczas robót zamontowano oświetlenie, które działało dzięki małym generatorom prądu. Tunel ostatecznie otwarto w czerwcu 1993. W czasie prac wydobyto 2800 m³ ziemi, zużyto 170 m³ drewna i 45 ton metali.
Inwestycja pozwoliła na dostawy żywności i pomocy humanitarnej dla miasta. Tunel był także głównym kanałem przerzutowym dla transportów broni do Sarajewa (dzięki niemu można było obejść międzynarodowe embargo na dostawy broni do stolicy). Z przejścia korzystali członkowie parlamentu oraz ówczesny prezydent Bośni i Hercegowiny Alija Izetbegović. Obecnie istniejący odcinek budowli – o długości 25 m – jest udostępniony turystom. Muzeum tunelu znajduje się przy jego południowym wlocie w dzielnicy Butmir.